# Fort Cox
Fort Cox war eine militärische Befestigungsanlage in Südafrika am Fuße südlicher Ausläufer der Amathole-Berge, die 1835 von der britischen Kolonialmacht errichtet wurde. Sie befand sich auf einem Hügel in einer Flussschleife des Keiskamma River in der Nähe der Ortschaft Middledrift. Der stark gebogene Flusslauf schützte das Fort an den meisten seiner Flanken.
Colonel Harry Smith gab in Folge des kriegerischen Konfliktes mit den Xhosa während des Sechsten Grenzkrieges den Auftrag zum Bau dieses Forts. Seinen Namen erhielt der militärische Posten nach Major William Cox von den damaligen Kolonialeinheiten, der auch ein Truppenführer bei den Cape Mounted Rifles war.
In der Erbauungsphase zwischen dem 1. Juli und 21. September 1835 errichteten hier 80 Khoikhoi-Soldaten eine quadratische Wallanlage mit einer Seitenlänge von jeweils 50 Metern. Während dieser Zeit verloren sechs Soldaten durch Angriffe von Xhosa-Kriegern ihr Leben. Befestigte Häuser gab es für die Offiziersunterkünfte, das Pulvermagazin und den Verpflegungstrakt. Die Mannschaften waren in Zelten untergebracht und mussten unter schlechten hygienischen Verhältnissen leben. Zur Sicherung der Einlasspunkte existierten Wachgebäude. Eine Dachdeckung aus Gras erleichterte es angreifenden Xhosa, mit brennenden Wurfspeeren die Anlage wirkungsvoll zu treffen. Im Folgejahr nach ihrer Errichtung hatte das Militär die Anlage schon wieder aufgegeben.
Im Zuge des Siebten Grenzkrieges nahm das Militär 1846 nach Instandsetzungsarbeiten das Fort wieder in Betrieb. In historischen Militärberichten wurde Fort Cox bereits 1876 als ungenutzt und seine baulichen Anlagen als verfallen beschrieben.
Fort Cox wird als historisch bedeutsame Lokalität angesehen und besteht heute aus den steinernen Resten ehemaliger Schutzwälle.